# 이연승 (번역가)
이연승은 대한민국의 일본어 번역가이다. 아사히 신문 장학생으로 유학, 학업을 마친 뒤에도 일본에 남아 게임 기획자, 기자 등으로 활동했다. 귀국 후 주로 일본 추리 소설을 번역하고 있다. 대표적인 역서로 아오사키 유고의 《체육관의 살인》, 니시무라 교타로의 《살인의 쌍곡선》, 오승호의 《스완》, 《폭탄》 등이 있다.

## 저작
- 나카야마 시치리 작품(블루홀식스)
  - 히포크라테스 선서
  - 히포크라테스 우울
  - 세이렌의 참회
  - 테미스의 검
  - 네메시스의 사자
  - 은수의 레퀴엠
  - 악덕의 윤무곡
  - 복수의 협주곡
  - 표정 없는 검사
  - 언제까지나 쇼팽
  - 어디선가 베토벤
  - 다시 한번 베토벤
  - 합창 - 미사키 요스케의 귀환

- 오승호 작품(블루홀식스)
  - 도덕의 시간
  - 스완
  - 하얀 충동
  - 히나구치 요리코의 최악의 낙하와 자포자기 캐논볼
  - 라이온블루
  - 폭탄
  - 로스트

- 니시무라 교타로 작품
  - 종착역 살인사건(레드박스)
  - 명탐정 따위 두렵지 않다(레드박스)
  - 살인의 쌍곡선(한스미디어)
  - 화려한 유괴(블루홀식스)
  - 묵시록 살인사건(블루홀식스)

- 모리 히로시 작품(한스미디어)
  - 차가운 밀실과 박사들
  - 시적 사적 잭
  - 봉인재도
  - 지금은 더 이상 없다
  - 유한과 극소의 빵

- 아오사키 유고 작품(한스미디어)
  - 체육관의 살인
  - 수족관의 살인
  - 도서관의 살인
  - 가제가오카 50엔 동전 축제의 미스터리

- 우사미 마코토 작품(블루홀식스)
  - 어리석은 자의 독
  - 전망탑의 라푼젤
  - 밤의 목소리를 듣다
  - 아이는 무서운 꿈을 꾼다

- 아오야기 아이토 작품(한스미디어)
  - 옛날 옛적 어느 마을에 시체가 있었습니다
  - 빨간 모자, 여행을 떠나 시체를 만났습니다
  - 옛날 옛적 어느 마을에 역시 시체가 있었습니다
  - 빨간 모자, 피노키오를 줍고 시체를 만났습니다

- 이노우에 마기 작품
  - 그 가능성은 이미 떠올렸다(스핑크스)
  - 성녀의 독배 - 그 가능성은 이미 떠올렸다(스핑크스)
  - 아리아드네의 목소리(블루홀식스)

- 니시자와 야스히코 작품(한스미디어)
  - 그녀가 죽은 밤
  - 맥주 별장의 모험
  - 어린 양들의 성야

- 미쓰다 신조 작품(레드박스)
  - 붉은 눈
  - 13의 저주
  - 사우의 마

- 후루타 덴 작품(블루홀식스)
  - 거짓의 봄
  - 그녀는 돌아오지 않는다

- 시즈쿠이 슈스케 작품
  - 범인에게 고한다(레드박스)
  - 염원(블루홀식스)

- 우타노 쇼고 작품(한스미디어)
  - 디렉터스 컷 - 살인을 생중계합니다
  - D의 살인사건, 실로 무서운 것은

- 침대특급 하야부사 1/60초의 벽(시마다 소지, 해문출판사)
- 이유가 있어 겨울에 나온다(니타도리 게이, 한스미디어)
- 하나와 앨리스 살인사건(오쓰이치, 한스미디어)
- 수면의 감옥(우라가 가즈히로, 한스미디어)
- 성모(아키요시 리카코, 한스미디어)
- 절벽 위에서 춤추다(이시모치 아사미, 블루홀식스)
- 명탐정 냥록 냥즈(히로모토, 모모)
- 기담 룸(햐아미네 가오루, 모모)
- 왓슨력(오야마 세이이치로, 한스미디어)
- 15초 후에 죽는다(사카키바야시 메이, 블루홀식스)
- 원더풀 라이프(마루야마 마사키, 블루홀식스)
- 내가 대답하는 너의 수수께끼(가미시로 교스케, 블루홀식스)